# Филиповићи (Фоча-Устиколина)
Филиповићи је насељено мјесто у општини Фоча, Федерација Босне и Херцеговине, Босна и Херцеговина.

## Становништво
|             | 2013.       | 1991.         | 1981.         | 1971.         |
| Укупно      | 86 (100,0%) | 262 (100,0%)  | 252 (100,0%)  | 253 (100,0%)  |
| Бошњаци     | 83 (96,51%) | 244 (93,13%)1 | 222 (88,10%)1 | 212 (83,79%)1 |
| Срби        | 3 (3,488%)  | 18 (6,870%)   | 29 (11,51%)   | 40 (15,81%)   |
| Југословени | –           | –             | 1 (0,397%)    | 1 (0,395%)    |

1. 1 На пописима од 1971. до 1991. Бошњаци су пописивани углавном као Муслимани.